# Hendrik Ooms
Hendrik Ooms, também conhecido como Henk Ooms (18 de março de 1916 — 6 de dezembro de 1993), foi um ciclista holandês que participava em competições de ciclismo de pista. Se tornou profissional em 1994.
Como amador, participou nos Jogos Olímpicos de Verão de 1936 em Berlim, onde conquistou a medalha de prata na prova tandem, fazendo par com Bernard Leene.
Era o filho do ciclista Willem Ooms, profissional durante a década de 1920.